# Barramundi
Lates calcarifer
Espèce
Le barramundi (Lates calcarifer) est une espèce de poissons amphidromes de la famille des Latidae et de l'ordre des Perciformes. On le trouve sur toutes les côtes et les cours d'eau adjacents du sud du continent asiatique, depuis le golfe Persique jusqu'au nord de la Corée du Nord, sur le pourtour des côtes indonesiennes, malaises, les îles Philippines, le sud des îles du Japon, les côtes sud de la Nouvelle-Guinée, les côtes australiennes au nord du tropique du Capricorne.
Barramundi est un nom aborigène de la région de Rockhampton dans le Queensland, en Australie, signifiant « poisson aux grandes écailles ».

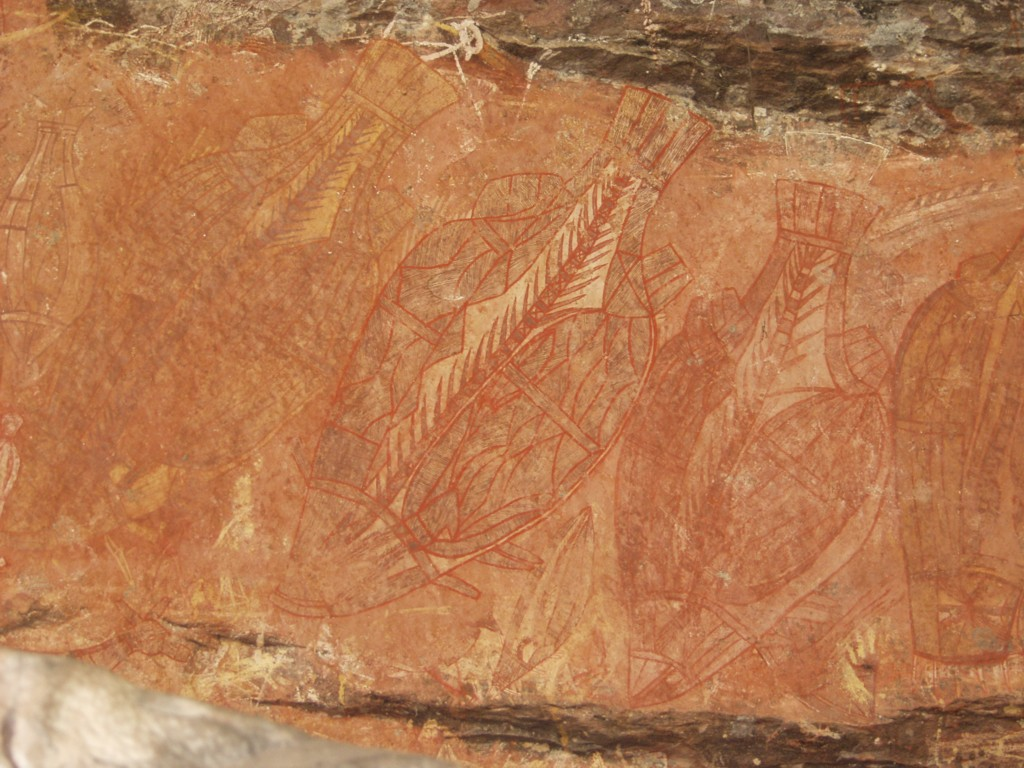
Art pariétal aborigène représentant des barramundi.

Les barramundis sont généralement de couleur gris-vert pâle avec des reflets cuivrés. Ils peuvent mesurer jusqu'à 2 m de long et peser jusqu'à 60 kg mais le poids moyen est de 5 à 6 kg. Ils ont la forme typique des perches (deux nageoires dorsales et une tête concave).
Les barramundis se nourrissent de crustacés, de mollusques et de petits poissons y compris de leur propre espèce ; les jeunes se nourrissent de zooplancton. Cette espèce vit dans les cours d'eau et descend, au début de la mousson, en eau de mer (estuaires, baies et lagunes) pour frayer. Les femelles vont pondre chacune des millions d'œufs qui seront aussitôt fécondés par les mâles. Les adultes ne s'occupent ni des œufs ni des petits qui ont besoin d'eau saumâtre pour se développer. L'espèce est hermaphrodite, les jeunes animaux n'atteignent leur maturité sexuelle que vers l'âge de 3 ans ; ce sont généralement des mâles et deviennent des femelles au moins après une saison de ponte (vers l'âge de 5 ans) ; c'est pourquoi les plus gros animaux sont toujours des femelles.

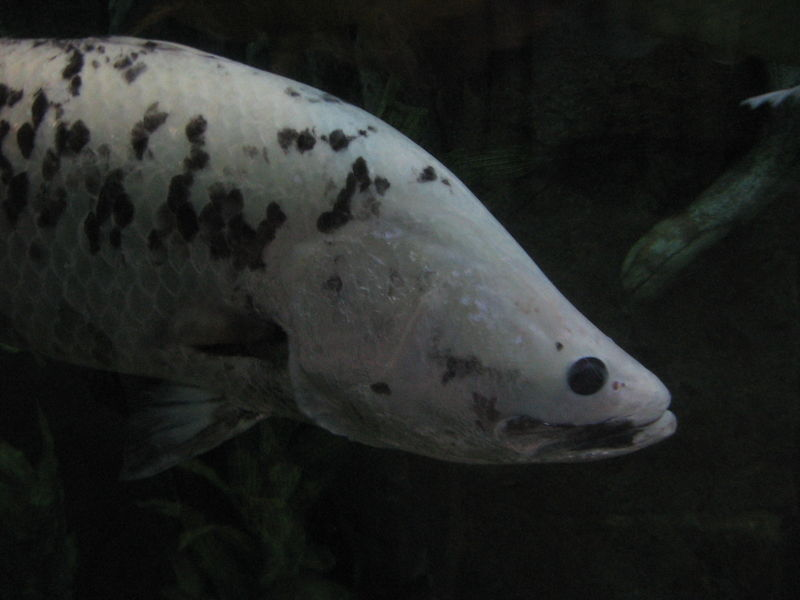
Barramundi pie (notez la concavité de la tête).

Poissons très appréciés des pêcheurs pour leur capacité de lutte (c'est de loin les poissons les plus recherchés des pêcheurs australiens), ils ont la réputation de savoir éviter les filets fixes et d'être plus faciles à attraper à la ligne. C'est un poisson d'une grande importance commerciale ; il est pêché par tous les pays et élevé dans les fermes aquacoles en Australie, Inde, Indonésie, Thaïlande, Royaume-Uni, États-Unis et Pays-Bas. En Australie, il est utilisé dans des points d'eau pour la pêche amateur. Sa chair blanche est délicate, parfumée et pauvre en arêtes ce qui en fait un poisson apprécié — mais cher — que l'on peut préparer de nombreuses façons.

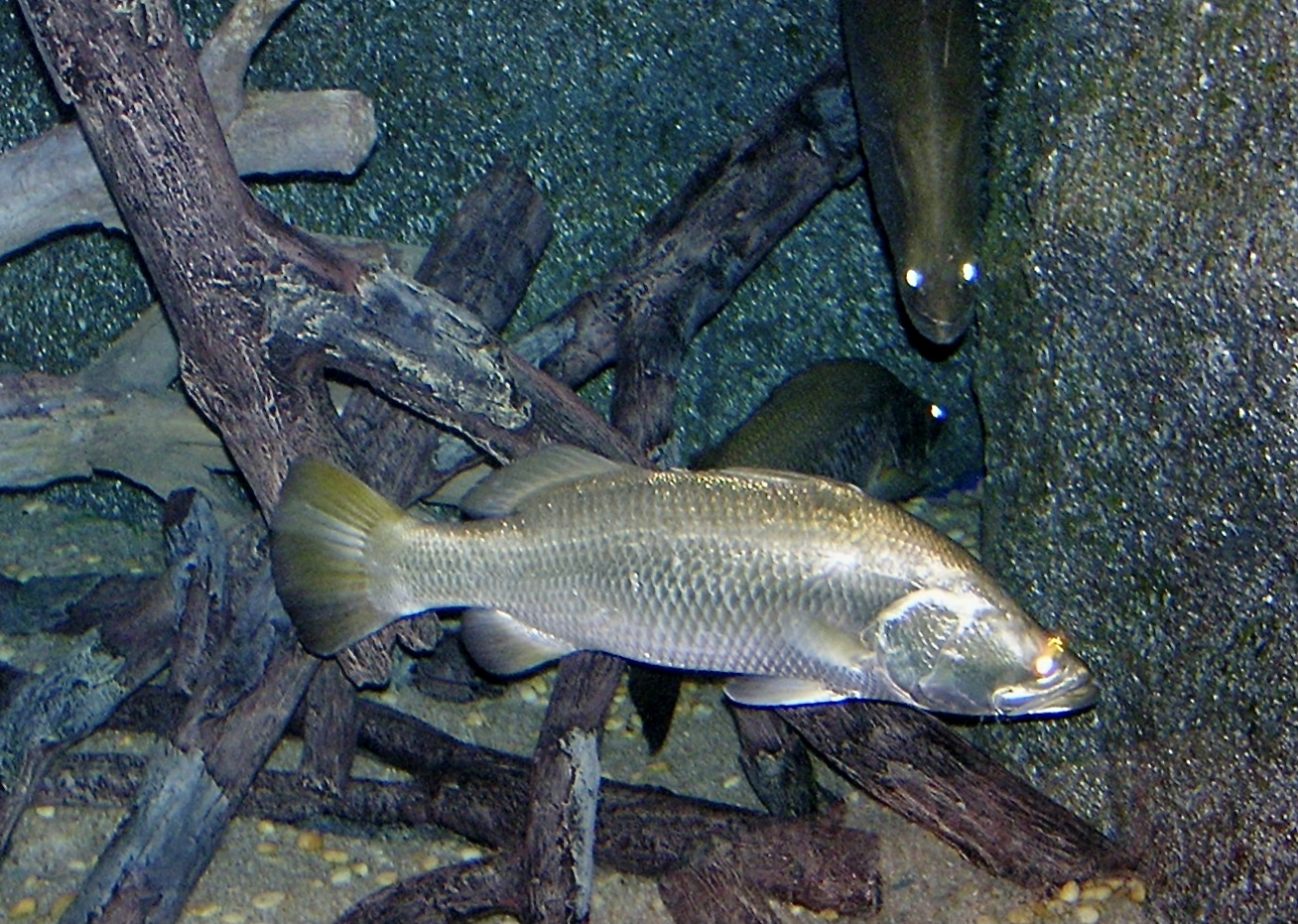
Barramundi, aquarium Sea Life Bangkok Ocean World, Bangkok, Thaïlande.